# Arachnophaga hirtibasis
Arachnophaga hirtibasis is een vliesvleugelig insect uit de familie Eupelmidae. De wetenschappelijke naam is voor het eerst geldig gepubliceerd in 1943 door Gahan.